# Ковентри, Джордж, 7-й граф Ковентри
Джордж Уильям Ковентри, 7-й граф Ковентри (англ. George William Coventry, 7th Earl of Coventry; 25 апреля 1758 — 26 марта 1831) — британский пэр и политик. Он носил титул учтивости — виконт Дирхерст с 1758 по 1809 год.

## Происхождение и образование
Родился 25 апреля 1758 года. Старший сын Джорджа Ковентри, 6-го графа Ковентри (1722—1809), и его первой жены Мэри Ганнинг (1732—1760). После смерти матери в 1760 году от отравления ртутью из токсинов, содержащихся в ее косметических средствах, его отец женился на достопочтенной Барбаре Сент-Джон (дочери 11-го барона Сент-Джона из Блетсо) в 1764 году, от которой у него родилось еще два сына и дочь.
Его дедушкой и бабушкой по материнской линии были Уильям Ковентри, 5-й граф Ковентри (ок. 1676—1751), и Элизабет Аллен. Его дедушкой и бабушкой по отцовской линии были полковник Джон Ганнинг из Касл-Кут, графство Роскоммон, и достопочтенная Бриджит Бурк (дочь 6-го виконта Мейо).
Джордж Ковентри поступил в колледж Крайст-Черч Оксфордского университета 5 января 1776 года .

## Карьера
7 мая 1776 года Ковентри был произведен в прапорщики 64-го пехотного полка. 21 января 1777 года он стал лейтенантом 17-го полка легких драгун.
Он унаследовал титул лорда-лейтенанта Вустершира от своего отца в 1808 году, а после его смерти 3 сентября 1809 года — 7-го графа Ковентри. Он также занимал посты регистратора Вустера и верховного лорда-стюарда Тьюксбери.

## Личная жизнь
18 марта 1777 года он сбежал в Гретна-Грин с леди Кэтрин Хенли (? — 9 января 1779), дочерью Роберта Хенли, 1-го графа Нортингтона, что привело к длительному отчуждению от его отца, 6-го графа Ковентри. Это отчуждение усилилось, когда 6-му графу сообщили о слухе, что его сын, был отцом ребенка от леди Хенли, и был воспитан дальними родственниками. Этот слух был подкреплен доказательствами того, что дальние родственники 6-го графа взяли новорожденную девочку, никакой проверки никогда не проводилось, был ли этот ребенок на самом деле потомком 7-го графа и леди Хенли, однако ребенок, чья фамилия была Коллинз, был зарегистрирован как имеющий связи с мелкой аристократией и многими другими незаконнорожденными детьми знатных королевских особ и дворян, мисс Коллинз также была зарегистрирована как мать ребенка. Однако многое из этого все еще не подтверждено. Получив запрет на возвращение домой, Джордж Ковентри проводил много времени со своим другом сэром Ричардом Уорсли, 7-м баронетом, в Аппулдеркомб-хаусе, остров Уайт. У него был роман с леди Уорсли, а позже он был замешан в её скандальном побеге с Джорджем Биссетом в 1781 году и последующем суде.
10 января 1783 года в церкви Св. Георгия, Сент-Джордж-стрит, Ганновер-сквер, Лондон, Джордж Ковентри женился на Пегги Питчес (ок. 1760 — 15 января 1840) в церкви Св. Георгия на Ганновер-сквер. Пегги была дочерью торговца бренди сэра Абрахама Питчеса и Джейн Хассел. У них было пять сыновей и шесть дочерей, один сын и одна дочь умерли молодыми, в том числе:
- Джордж Уильям Ковентри, 8-й граф Ковентри (16 октября 1784 — 15 мая 1843)[6], который женился на достопочтенной Эмме Лигон, дочери Уильяма Лигона, 1-го графа Бошампа, в 1808 году. После ее смерти он женился на леди Мэри Боклерк, дочери Обри Боклерка, 6-го герцога Сент-Олбанса, в 1811 году.
- Леди Августа Мария Ковентри (ок. 1786 — 1 ноября 1865), в 1806 году она вышла замуж за генерал-лейтенанта сэра Уиллоуби Коттона[англ.][2].
- Леди Барбара Ковентри (? — 4 сентября 1838), в 1818 году она вышла замуж за подполковника Александра Чарльза Кроуфорда, сына сэра Джеймса Грегана-Крауфорда, 2-го баронета[2].
- Леди София Кэтрин Ковентри (? — 29 марта 1875), в 1821 году она вышла замуж за сэра Роджера Гресли, 8-го баронета. После смерти сэра Роджера она вышла замуж за преподобного подполковника сэра Генри Уильяма Де Воэ, 3-го баронета[2].
- Достопочтенный Уильям Джеймс Ковентри (1 января 1797 — 11 марта 1877), в 1821 году он женился на Мэри Лэнг, дочери Джеймса Лэнга[2].

Лорд Ковентри умер 26 марта 1831 года в Ковентри-хаусе, Пикадилли, Лондон. После его смерти в 1831 году его преемником стал его сын Джордж.